# Teenage Mutant Horror Show 2
Teenage Mutant Horror Show 2 ist das neunte Soloalbum des Rappers Prinz Pi. Es wurde am 4. September 2009 erstmals über Pis eigenes Label Keine Liebe Records veröffentlicht und stellt die Fortsetzung des 2005 erschienenen Albums Teenage Mutant Horror Show dar. Mit diesem Tonträger erlangte der Künstler mit Platz 45 in den deutschen Charts, zu dem Zeitpunkt seine höchste Platzierung.

## Entstehung
Prinz Pi hat viele Aufgaben selbst übernommen, wie bspw. das Cover erstellt, Stimmaufnahme sowie dessen Bearbeitung, Lieder abgemischt, Regie für ein Video geführt und dieses geschnitten sowie die Webseite erstellt. Die Beats wurden hauptsächlich von Hamudi (von den Royals) und Biztram produziert. Ebenso lieferten 7inch, Bobby Johnson, Beatzarre & Djorkaeff sowie Prinz Pi selbst Beats für das Album. Des Weiteren findet zur Vermarktung des Albums eine Tour statt, die unter dem Namen Teenage Mutant Horror Tour läuft.

## Inhalt
1. Behutsame Einführung feat. E-Rich – 1:52
2. Meine Reise – 3:29
3. Illuminati – 3:37
4. Trümmer – 3:15
5. Höhlenmensch – 4:41
6. Minenfeld – 3:26
7. Engel – 3:27
8. Die grosse Genozid Show feat. Basstard – 5:20
9. Fehler – 4:12
10. Du Hure 2009 Intro (Kissen) – 3:13
11. Du Hure 2009 – 3:59
12. Der Regenmacher – 5:24
13. Handeln – 3:57
14. Fabelhafte Welt der Anarchie feat. Jonarama – 3:51
15. 3 Minuten – 3:44
16. Wir ficken die Welt feat. Jamal – 3:54
17. Der Druck steigt – 3:05
18. Heimlicher Abgang feat. E-Rich – 0:52
19. 333SDK – Satans Dicke Kinder – 3:45

## Illustration
Das von Prinz Pi selbst erstellte Cover zeigt ihn selbst mit Freizeitkleidung und umgehängter Sporttasche auf einem futuristischen Raumflughafen. Laut Pi stellt es eine in etwa 20 Jahre mögliche Zukunftsvision dar. Da viele Lieder des Albums das Thema Reise haben, entschloss sich der Künstler dazu, sich selbst auf einem Raumflughafen kurz vor Betreten des Raumschiffes zu zeigen. Das Cover besteht aus drei Ebenen, die im Nachhinein übereinander gelegt wurden. Die erste Ebene ist ein klassisches Porträt des Künstlers selbst. Die Zweite zeigt einen Gang mit vielen Fenstern. Die hinterste Ebene wurde, nicht wie die Ebenen zuvor mit dem Foto gemacht, sondern komplett am PC erstellt. Sie zeigt ein Passagierraumschiff, das laut Pi an die Raumschiffvisionen der 80er Jahre erinnern soll. In der linken oberen Ecke befindet sich in einem silbernen Schriftzug der Albumtitel. Das Booklet enthält mehrere Bilder des Raumflughafens und es wurde laut Künstler viel Arbeit investiert, um dem Käufer etwas zu bieten.

## Kritiken
laut.de: „Prinz Pi liefert niemals leichte Kost. Das schlägt - insbesondere in der kredenzten Fülle und Intensität - schon mal auf den Magen und lässt verzweifelt nach dem Ausgang vom Holodeck suchen. Tausendmal interessanter als bis zum Erbrechen ausgezuzzeltes Pseudogangstertum und haltloses Dicke-Hose-Gebaren gerät sein Schaffen jedoch allemal.“